# برکه (دیواندره)
برکه (دیواندره)، روستایی از توابع بخش مرکزی شهرستان دیواندره در استان کردستان ایران است.

## جمعیت
این روستا در دهستان حومه قرار دارد و براساس سرشماری مرکز آمار ایران در سال ۱۳۸۵، جمعیت آن ۱۳۰ نفر (۲۵خانوار) بوده‌است.